# コジュリン
コジュリン（小寿林、学名Emberiza yessoensis）は、スズメ目ホオジロ科ホオジロ属に分類される鳥類。

## 分布
大韓民国、中華人民共和国、朝鮮民主主義人民共和国、日本、ロシア南東部
夏季は中華人民共和国北東部、ウスリー等で繁殖し、冬季は中華人民共和国南東部、朝鮮半島へ南下し越冬する。日本では基亜種が本州中部以北と九州（熊本県）に局地的ながら周年生息（留鳥）。

## 形態
全長14.5cm。背面は赤褐色の羽毛で覆われ、黒い縦縞状の斑紋が入る。
オスの夏羽は頭部から喉にかけて黒い。胸部から腹面は淡い灰褐色、腰は赤褐色。オスの冬羽やメスに似るが喉が薄黒い。メスは頭頂部の羽毛が暗褐色で、眼上部にある眉状の斑紋（眉斑）や嘴の基部から頬へ向かう斑紋（頬線）は黄褐色、眉斑と頬線の間は淡褐色、嘴の基部から頸部へ向かう斑紋（顎線）は黒い。胸部や体側面は淡褐色で、腰は灰褐色、腹部は白い。

## 亜種
2亜種に分かれるとされる。
- Emberiza yessoensis yessoensis　(Swinhoe, 1863)　コジュリン　Japanese reed bunting - 等

## 生態
河川や湖沼周辺の草原等に生息する。秋季や冬季は川辺のアシ原や海辺の草原等で小規模な群れを形成し生活する。
食性は雑食で、昆虫類、節足動物、果実、種子等を食べる。地表で採食を行う。
繁殖形態は卵生。繁殖期には縄張りを形成するが、まれに複数のつがいが集中してコロニー状に営巣している場合もある。草（イネ科）の根元等に枯草や木の枝等を組み合わせたお椀状の巣を作り、5-7月に1回に3-5個の卵を産む。雌雄とも抱卵し、抱卵期間は12-14日。雛は孵化してから11-12日で巣立つ。

## 人間との関係
開発による繁殖地の破壊等により生息数は減少している。